# 小店镇 (博野县)
小店镇，是中华人民共和国河北省保定市博野县下辖的一个乡镇级行政单位。

## 行政区划
小店镇下辖以下地区：
小店村、西杜村、东杜村、闫庄村、谭庄村、周于庄村、吴王庄村、魏庄村、肖庄村、胡庄村、油里铺村、白庄村、米庄村、曹庄村和北祝村。